# Список политических партий Норвегии
В этой статье перечислены политические партии Норвегии.
В Норвегии существует многопартийная система с многочисленными политическими партиями. Долгое время для политической системы страны было характерно доминирование одной партии. На протяжении нескольких десятилетий, начиная с выборов 1933 года и вплоть до выборов 2001 года, Рабочая партия устойчиво получала более 40 % мест в парламенте, а с 1945 по 1961 получала большинство мест. Исключением стали годы оккупации Норвегии III Рейхом (1940—1945). Начиная с 2000-х годов доминирование Рабочей партии стало сходить на нет. Для победы на выборах партиям приходится формировать коалиционные правительства.

## Парламентские политические партии (2017)
По итогам последних выборов в настоящее время в Стортинге (парламенте Норвегии) представлены девять партий.
Ниже перечислены политические партии Норвегии, представленные в парламенте.
| Название | Название                      | Оригинальное название                                   | Дата основания | Лидер                   | Идеология                 | Политическая позиция | Интернационал | Стортинг (2017)    |
| -------- | ----------------------------- | ------------------------------------------------------- | -------------- | ----------------------- | ------------------------- | -------------------- | ------------- | ------------------ |
|          | Рабочая партия                | норв. Arbeiderpartiet нюнорск Arbeidarpartiet           | 1887           | Йонас Гар Стёре         | социал-демократия         | левоцентризм         | SI PES PA     | 49 из 169 (27,4 %) |
|          | Консервативная партия         | норв. Høyre нюнорск Høgre                               | 1884           | Эрна Сульберг           | либеральный консерватизм  | правоцентризм        | IDU EPP       | 45 из 169 (25,0 %) |
|          | Партия прогресса              | норв. Fremskrittspartiet нюнорск Framstegspartiet       | 1973           | Сильви Листхёуг         | консервативный либерализм | правые               | Не состоит    | 27 из 169 (15,2 %) |
|          | Христианская народная партия  | норв. Kristelig Folkeparti нюнорск Kristeleg Folkeparti | 1933           | Олауг Вервик Буллестад  | христианская демократия   | центризм             | CDI EPP       | 8 из 169 (4,2 %)   |
|          | Партия Центра                 | норв. Senterpartiet                                     | 1920           | Трюгве Слагсвольд Ведум | аграризм                  | центризм             | Не состоит    | 19 из 169 (10,3 %) |
|          | Либеральная партия            | норв. Venstre                                           | 1884           | Гури Мельбю             | либерализм                | центризм             | LI ALDE       | 8 из 169 (4,4%)    |
|          | Социалистическая левая партия | норв. Sosialistisk Vensterparti                         | 1975           | Аудун Лисбаккен         | демократический социализм | левые                | NGLA          | 11 из 169 (6,0 %)  |
|          | Партия зелёных                | норв. Miljøpartiet De Grønne                            | 1988           | Уне Айна Бастхольм      | зелёная политика          | левоцентризм         | EGP           | 1 из 169 (3,2 %)   |
|          | Красные                       | норв. Rødt нюнорск Raudt                                | 2007           | Мари Сневе Мартинуссен  | революционный социализм   | ультралевые          | Не состоит    | 1 из 169 (2,4 %)   |

## Непарламентские партии
Ниже перечислены политические партии Норвегии, не представленные в парламенте.
| Название                                                                         | Оригинальное название                                               | Дата основания   | Лидер                     | Идеология                                   | Стортинг (2013) | Советы фюльке (2011) |
| -------------------------------------------------------------------------------- | ------------------------------------------------------------------- | ---------------- | ------------------------- | ------------------------------------------- | --------------- | -------------------- |
| «Христиане»                                                                      | норв. De kristne                                                    | 2011             | Эрик Сель                 | Христианский консерватизм                   | 0 (0,6 %)       | 0                    |
| Партия пенсионеров                                                               | норв. Pensjonistpartiet                                             | 1985             |                           | Защита интересов пенсионеров                | 0 (0,4 %)       | 3                    |
| Пиратская партия Норвегии                                                        | норв. Piratpartiet Norge                                            | 16 декабря 2012  | Эйстейн Якобсен           | Пиратская политика                          | 0 (0,3 %)       | 0                    |
| Береговая партия                                                                 | норв. Kystpartiet                                                   | 1 февраля 1999   | Бенгт Стабрун Йохансен    | Консерватизм регионализм                    | 0 (0,1 %)       | 3                    |
| «Демократы»                                                                      | норв. Demokratene i Norge, DEM                                      | 24 августа 2002  | Элизабет Ру Стренкбо      | Национализм популизм                        | 0 (0,1 %)       | 0                    |
| Партия христианского единства                                                    | норв. Kristent Samlingsparti                                        | 26 сентября 1998 | Мортен Селвен             | Христианский консерватизм                   | 0 (0,1 %)       | 0                    |
| Либеральная народная партия                                                      | норв. Det Liberale Folkeparti)                                      | 1992             | Вегард Мартинсен          | Классический либерализм либертарианство     | 0 (0,0 %)       | 2                    |
| Коммунистическая партия Норвегии                                                 | норв. Norges Kommunistiske Parti нюнорск Norges Kommunistiske Parti | 4 ноября 1923    | Свен Якобсен Хокон        | Марксизм-ленинизм                           | 0 (0,0 %)       | 0                    |
| «Больница для Алты»                                                              | норв. Sykehus til Alta                                              |                  |                           | Партия одного вопроса                       | 0 (0,0 %)       | 0                    |
| Партия Общества                                                                  | норв. Samfunnspartiet                                               | 1985             | Эйстейн Мейер Йоханнессен | Анархизм                                    | 0 (0,0 %)       | 0                    |
| Народный список против бурения нефтяных скважин в Лофотенах, Вестеролене и Сенья | норв. Folkeliste mot oljeboring i Lofoten, Vesterålen og Senja      |                  |                           | Партия одного вопроса                       | 0 (0,0 %)       | 0                    |
| «Власть народа»                                                                  | норв. Folkemakten                                                   | 2012             | Сив Горбиц                | Прямая демократия                           | 0 (0,0 %)       | 0                    |
| Современная партия                                                               | норв. Samtidspartiet                                                | 2009             | Гуфор Бутт                | Защита интересов мусульман                  | —               | 0                    |
| Центристский альянс                                                              | норв. Sentrumsalliansen                                             | 2007             | Мерете Андреассен         | Центризм защита интересов Западной Норвегии | —               | 0                    |
| «Противники абортов»                                                             | норв. Abort-motstanderne                                            | 2005             | Людвиг Несса              | Социальный консерватизм                     | —               | 2                    |
| «Один (письменный) язык»                                                         | норв. Ett (skrift) språk                                            | 1992             | Бьярне Смёрдал            | Партия одного вопроса противники нюнорск    | —               | 0                    |
| «Беспартийные депутаты»                                                          | норв. Tverrpolitisk folkevalgte                                     | 1973             | Харальд Бернт Эйнар Харам | Консерватизм евроскептицизм                 | —               | 0                    |
| Партия народа саами                                                              | норв. Samefolkets Parti северносаам. Sámeálbmot bellodat            | 15 октября 1999  | Биргер Рандулф Нумо       | Партия защиты саамов                        | —               | 0                    |

## Недействующие партии
- Социал-демократы (норв. Sosialdemokratene). Основана в 1993 году в результате раскола Партии пенсионеров. Современное название с 2001 года. Фактически не ведёт деятельности после выборов 2001 года, но остаётся в регистре партий[3].
- Партия справедливости (норв. Rettferdighetspartiet). Основана 8 марта 1997 года. Выступала за отказ от «старых идеологий», так как ни одна из них не способна решить проблемы человечества.
- Норвежская народная партия (норв. Norsk Folkeparti). Основана в декабре 1999 года бывшим лидером отделения Партии прогресса в коммуне Оппегор после его исключения из партии. Идеология: национал-консерватизм, антииммигрантская, против членства Норвегии в международных организациях, за ограничение государственной власти и бюрократии, расширение прямой демократии.

## Исторические партии
- Партия независимости (норв. Selvstendighetspartiet; 1814). Сложилась во время Учредительного собрания в Эйдсволле. Выступала за независимость от Швеции, придерживалась продатской ориентации, выступала за роспуск собрания после принятия конституции и выборов короля. Пользовалась влиянием среди фермеров.
- Партия союза (норв. Unionspartiet; 1814). Сложилась во время Учредительного собрания в Эйдсволле. Выступала за союз со Швецией, занимала более демократические позиции. Была тесно связана с деловыми кругами.
- Партия разума (норв. Intelligenspartiet; XIX век). Культурное движение, ратовавшее (после отделения Норвегии от Дании в 1814) за продолжение связей с датской и общеевропейской культурой, возглавляемое известным норвежским поэтом Ю. С. Вельхавном. Позднее послужила основой для Консервативной партии.
- «Патриоты» (норв. Intelligenspartiet; XIX век). Движение за культурную независимость Норвегии во главе с одним из крупнейших норвежских писателей и публицистов Г. А. Вергеланном, возникшее как противовес Партии разума. послужила основой для созадния Либеральной партии.
- Умеренные либералы (норв. Moderate Venstre; 1888—1906). Создана правой частью Либеральной партии. Фактически была предшественником норвежских христианских демократов. Объединилась с Консервативной партией в Коалиционную.
- «Центр» (норв. Centrum; 1894—1990). Создана членами партии Умеренных либералов из Северной Норвегии. Вошла в Консервативную партию.
- Коалиционная партия (норв. Samlingspartiet; 1903—1909). Создана в результате слияния Консервативной и Умеренно-либеральной партий с целью противостоять растущим левым настроениям. После неудачи с поглощением Либеральной партии консерваторы потеряли интерес к создание единой антисоциалистической партии и Коалиция фактически прекратила своё существование. В то же время некоторые местные отделения Консервативной партии использовали название Коалиции вплоть до 1930-х годов.
- Рабочие демократы (норв. Arbeiderdemokratene; 1906—1936). Несоциалистическая рабоче-крестьянская партия, созданная на базе радикального (левого) крыла Либеральной партии. Также называлась Радикальная народная партия (норв. Det Radikale Folkeparti;). Многие члены партии являлись приверженцами георгизма. После провала на выборах 1936 года фактически прекратила своё существование. Официально распущена в 1940 году.
- Партия трезвости (норв. Avholdspartiet; 1907—1933). Выступала за распространение информации об опасности алкоголя, конфискацию прибылей от производства и продажи спиртного и введение полного запрета на алкоголь. Была тесно связана с Либеральной партией.
- Левые либералы (норв. Frisindede Venstre, позже Либеральная народная партия (норв. Frisindede Folkeparti); 1909—1945). Создана левым крылом консерваторов после распада Коалиционной партии. Тесно сотрудничала с Консервативной партией. Потеряв парламентское представительство после выборов 1936 года фактически прекратила своё существование, а её члены стали вливаться в ряды консерваторов. Официально распущена в 1945 году.
- Норвежская социал-демократическая рабочая партия (норв. Norges Socialdemokratiske Arbeiderparti, NSA; 1921—1927). Создана на базе правого крыла Норвежской рабочей партии, недовольного её вступлением в Коминтерн. Воссоединилась с Рабочей партией.
- Национальный легион (норв. Den Nationale Legion; 1927). Фашистская партия.
- Коалиционная партия рабочего класса (норв. Arbeiderklassens samlingsparti; 1927). Создавалась для объединения Компартии, организации при журнале «Mot Dag» и группы «Рабочая оппозиция» (обе организации двумя годами ранее были исключены из Норвежской рабочей партии за прокоммунистические взгляды). После выборов 1927 года не действовала.
- Женская партия Осло (норв. Oslo Kvinneparti; 1927—1933). Основана группой членов партии Левые либералы.
- «Коренные жители» (норв. Bygdefolket; 1931—1936). Основана как организация из сельских жителей для борьбе с последствиями экономического кризиса. Перед выборами 1933 года подписала соглашения о сотрудничестве с партией «Национальное единение». Межфракционная борьба привела к роспуску партии.
- Норвежская национал-социалистическая рабочая партия (норв. Norges Nasjonal-Socialistiske Arbeiderparti, NNSAP; 1932—1939). Нацистская антикоммунистическая и антикапиталистическая партия, чья идеология была близка к немецкому Фёлкише. Вступили в «Национальное единение».
- Партия рыбаков и мелких фермеров (норв. Møre Fisker — og Småbrukerparti; 1933—1936). В выборах 1936 года участвовали вместе с Аграрной партией, на выборах 1936 шли в союзе с Либеральной партией.
- «Национальное единение» (норв. Nasjonal Samling; 1933—1945). Крайне правая национал-социалистическая партия Видкуна Квислинга. Единственная легальная партия в оккупированной Норвегии, сотрудничала с оккупационной администрацией. Запрещена.
- «Активные рыбаки» (норв. Aktive Fiskarar; 1936). Действовала в фюльке Мёре-ог-Ромсдал. Союзники Консервативной партии.
- Норвежская партия рыбаков (норв. Det Norske Fiskerparti; 1936). Действовала в фюльке Сёр-Трёнделаг.
- Левые рыбаки (норв. Fiskernes Venstre; 1936). Действовала в фюльке Вест-Агдер.
- Партия мира (норв. Fredspartiet; 1936). Действовала в Осло.
- Партия рыбаков и мелких фермеров Согн-ог-Фьюране (норв. Sogn og Fjordane fiskar- og småbrukarparti; 1945). Действовала в фюльке Согн-ог-Фьюране.
- Либеральная народная партия (норв. Liberale Folkeparti; 1957).
- Норвежская социал-демократическая партия (норв. Norsk Sosialdemokratisk Parti; 1957—1961).
- Партия прогресса (норв. Framstegspartiet; 1957—1965). Действовала в фюльке Сёр-Трёнделаг. Формально существовала до 1965 года, хотя в парламентских выборах участвовала только в 1957 году.
- Свободные либеральные избиратели (норв. Frie Venstre-veljarar; 1961). Создана в Южной Норвегии в результате раскола Либеральной партии.
- Социалистическая народная партия (норв. Sosialistisk Folkeparti; 1961—1975). Создана членами левого крыла Норвежской рабочей партии, недовольными проНАТОвской политикой своего руководства. Распущена в связи с созданием Социалистической левой партии, для которой послужила основной базой.
- «Защита свободы» (норв. Frihetsvernet; 1965). Создана Андерсом Ланге, впоследствии основавшим Партию прогресса.
- Христианско-консервативная партия (норв. Kristent Konservativt Parti, KKP; 1965—1998). Основана как консервативная Демократическая партия Норвегии (Norges Demokratiske Parti). Дважды меняла название, пока в 1989 году не получила окончательное название Христианско-консервативная. Объединилась с Коалиционной партией «Нового будущего», сформировав Партию христианского единства. Право-христианская консервативная, против евроинтеграции.
- Национальный список саами (норв. Samefolkets liste, северносаам. Sámeálbmot listu; 1969—1981). Защита интересов народа саами.
- «Природа и окружающая среда» (норв. Natur & Miljø; 1971—1975). Первая в Норвегии партия «зелёных».
- Либеральная народная партия (норв. Det Liberale Folkepartiet, DLF; 1972—1988). Социально-либеральная, партия созданная в результате раскола Либеральной партии по вопросу о присоединении к ЕЭС. Первоначальное название — Новая народная партия (норв. Det Nye Folkepartiet). Сменила название в 1980 году. После ряда неудач на выборах воссоединилась с Либеральной партией.
- Беспартийные депутаты (норв. Frie Folkevalgte; 1973—1992). Создана как женская партия, позже отказалась от ориентации только на женщин. Популистская партия выступавшая в защиту угнетённых, за активные меры по охране природы, борьбу против войны, ликвидацию свалок, за здоровое воспитание и самостоятельность правительства от партий. После роспуска часть членов присоединились к Партии свободы против ЕС.
- Демократические социалисты (букмол Demokratiske Sosialister, нюнорск Demokratiske Sosialistar; 1973—1975). Создана членами Норвежской рабочей партии, выступавших против вступлении Норвегии в ЕЭС. Распущена в связи с созданием Социалистической левой партии.
- Рабочая коммунистическая партия (норв. Arbeidernes Kommunistparti, AKP; 1973—2007). Создана на базе Социалистического союза молодёжи (норв. Sosialistisk Ungdomsforbund), молодёжного крыла Социалистической народной партии. Крайне левая, марксизм-ленинизм, маоизм. Распущена в связи с созданием партии «Красные».
- Партия реформ (норв. Reformpartiet; 1974—1975). Создана несколькими членами умеренного крыла Партии Прогресса. После провала на выборах 1975 года раскололась и в результате прекратила существование.
- Партия Тома Шанке (норв. Tom A. Schankes Parti; 1981). Основана экономистом и футбольным болельщиком Томом Шанке.
- Партия референдума (норв. Folkeavstemningspartiet; 1981—1984). Создана в фюльке Вест-Агдер. за его пределами известна как Межпартийный список (норв. Tverrpolitisk Liste).
- Список аполитичных (норв. Folkeavstemningspartiet; 1985—1988). Создан на базе Партии референдума. Присоединился к партии «Стоп иммиграции».
- «Стоп иммиграции» (норв. Stopp Innvandringen, SI; 1987—1995 годы). Антииммигрантская партия. Вместе с группой «Отправим иностранцев домой» (Send de fremmedkulturelle hjem) объединились в партию Белый избирательной альянс.
- Городской список (норв. Bylista; 1987—2003 годы). Созадна группой левых политиков для сохранения трамвая в Тронхейме.
- Народное действие за будущее Финнмарка (норв. Folkeaksjonen Framtid for Finnmark; 1989). Другое название — «Список Эйне» (норв. Aunelista) по имени своего лидера, бывшего депутата от Норвежской рабочей партии. Единственный раз участвовала в выборах в 1989 году. Создана на волне недовольства традиционными партиями.
- Свободный выбор народа (норв. Frie Folkevalgte; 1989).
- Либералы — Европейская партия (норв. De Liberale — Europapartiet; 1989).
- Партия Отечества (норв. Fedrelandspartiet, FLP; 1990—2008). Основана бывшим депутатом от Партии Прогресса, выступавшим против мусульманской иммиграции. Норвежский национализм, социальный консерватизм, евроскептицизм. Была членом ассоциации крайне правых партий Скандинавии Норднат. После ряда неудачи на выборах в конце 1990-х—первой половине 2000-х члены партии стали переходить к «Демократам», что привело к роспуску партии.
- Национал-демократы (норв. Nasjonaldemokratene; 1991). Создана политиком исключённым из партии «Стоп иммиграции». Антииммигрантская и антиевроинтегристская партия.
- Красный избирательный альянс (букмол Hvit Valgallianse, нюнорск Kvit Valallianse, RV; 1991—2007). Создан в 1973 году как предвыборный фронт в поддержку Рабочей компартии. Статус партии обрёл в 1991 году. Крайне левая, революционный социализм, марксизм-ленинизм. Распущен в связи с созданием партии «Красные».
- Христианская коалиционная партия (норв. Det Kristne Samlingsparti; 1993). Действовала в фюльке Вест-Агдер.
- Партия свободы против EC (норв. Frihetspartiet mot EF-unionen; 1993). Создана на базе партии «Беспартийные депутаты». Стала предшественником Береговой партии. Популизм, евроскептицизм.
- Политическая альтернатива Хордаланда (норв. Politisk alternativ Hordaland; 1993). Консервативная антииммигрантская.
- Партия христианского единства	(норв. Kristent Samlingsparti; 1993—1994). Провалившись на выборах 1993 года влилась в состав Коалиционной партии «Нового будущего».
- Коалиционная партия «Новое будущее» (норв. Samlingspartiet Ny Fremtid, SNF; 1993—1998). Создана депутатом от Партии Прогресса. Объединилась с Христианско-консервативной партией, сформировав Партию христианского единства. Христианская право-консервативная.
- Партия природного закона (норв. Naturlovpartiet; 1994—2001). Создана последователями индийского гуру Махариши Махеш Йоги и его учения трансцендентальной медитации. Входила в Международную сеть Партии природного закона.
- Белый избирательной альянс (букмол Rød Valgallianse, нюнорск Raud Valallianse, RV; 1995—1997). Крайне правая, белый национализм, противники иммиграции. Образована в результате слияния партии «Стоп иммиграции» и группы «Отправим иностранцев домой» (норв. Send de fremmedkulturelle hjem). Распущена после осуждения своего лидера за расизм. Многие её члены позже вступили во вновь созданную партию Национальный альянс.
- «Семьи с детьми и пожилые» (норв. Barn-Eldre; 1997).
- Норвежская народная партия (норв. Norsk Folkeparti; 1997—2005). Неоконсервативная антииммигрантская партия.
- Партия Хортен (норв. Hortenpartiet; 1999—2002). Была создана с целью добиться переименования муниципалитета Борэ в Хортен. Добившись своей цели партия была распущена.
- Национальный альянс (норв. NasjonalAlliansen, NA; 1999—2006). Национализм, антииммигрантская и зелёная политика, аграрианизм.
- Больничный список за сохранение местных больниц в Вестфолле (норв. Sjukehuslista for bevaring av Vestfold lokalsjukehus; 2001). Создан городским советником Саннефьорда от Консервативной партии.
- Политическая партия (норв. Det politiske parti; 2001). Создана комиками Йоханом Голденом и Атле Антонсеном в качестве сатиры на существующие партии.
- Народное движение против дорожных сборов (нюнорск Folkeaksjonen mot Bompengar; 2001).
- «Прямая демократия» (норв. Direktedemokratene, DD; 2003). Выступала за введение прямой демократии в Норвегии
- Партия реформ (норв. Reformpartiet; 2004—2009). Выступала против строительства платных дорог и за реформирование финансирования строительства автомобильных дорог в Норвегии.
- Пивная коалиционная партия (норв. Pilsens Samlingsparti; 2005).
- Национал-демократы (норв. Nasjonaldemokratene; 2006—2007). Националистическая партия. Объединилась с партий «Норвежские патриоты».
- «Норвежские патриоты» (норв. NorgesPatriotene, NP; 2007—2009). Антииммигрантская партия. После провала на выборах объявила о приостановлении своей деятельности.
- «Вигрид» (норв. Vigrid; 2009). Была создана в 1999 году, как партия зарегистрирована в 2009 году, в том же году распущена, хотя возможно существует и по сей день. Неонацистская партия, в своей идеологии сочетавшая расовые учения и скандинавскую мифологию.